# Lithocarpus jordanae
Lithocarpus jordanae es una especie de planta fanerógama de la familia Fagaceae. 

## Descripción
El palayen nombre vulgar con que se conoce en las islas Filipinas es un árbol de la familia de las fagáceas, que fue clasificada en el siglo XIX como nueva especie por el español Benjamín Máximo Laguna, con el nombre de Quercus jordanae, en memoria de su descubridor Sr. Jordana, en 1874, en la sierra del Carvallo, isla de Luzón, en donde forman extensos montes.
El palayen adquiere grandes proporciones y su madera es excelente para la construcción y tiene las ramitas, pecíolos y hojas jóvenes cubiertas de tomento rojo; las adultas enteras, elípticas, aovadas, bruscamente acuminadas en el ápice, coriáceas, lampiñas por encima y con tomento ceniciento por debajo; los nervios laterales de las hojas son patentes, ligeramente arqueados, en número de siete a nueve pares, bastante prominente en la cara inferior y marcados por un surco ligero en la superior; la cúpula tiene de 16 a 17 milímetros de diámetro y es planada y con zonas concéntricas poco marcadas.

## Taxonomía
Lithocarpus jordanae fue descrita por (Laguna) Rehder y publicado en Journal of the Arnold Arboretum 1: 127. 1919.
Etimología
Lithocarpus: nombre genérico que deriva del griego de lithos = "piedra" y carpo = "semilla".
jordanae: epíteto otorgado en honor de su descubridor Sr. Jordana, en 1874.
Sinonimia
- Quercus caraballoana Fern.-Vill.
- Quercus jordanae Villanueva
- Synaedrys jordanae (Villanueva) Koidz.[2][3]